# 本間文子
本間 文子（ほんま のりこ、1911年11月29日 - 2009年4月12日）は、日本の女優。本名は武田 サダ（たけだ - ）。旧芸名は本間 敦子など。

## 来歴・人物
1911年11月29日、北海道夕張郡夕張町（現在の夕張市）に生まれる。北海道立岩見沢女学校（現在の北海道岩見沢西高等学校）卒業。
1932年、プロレタリア演劇研究所第3期生として入所し、本間教子という芸名で日本プロレタリア映画同盟の移動演劇に参加する（同期には宇野重吉がいた）。
その後、左翼劇場等を経て新築地劇団に参加し、多くの舞台に出演。
1938年、本間敦子と改名し、東宝製作の山本嘉次郎監督映画『綴方教室』で映画初出演。
その後、東京発声映画製作所を経て1942年に大映へ移り、数本の作品に出演。この頃の芸名は武田貞子または本名の武田サダであった。
戦後、本間文子に戻して東宝を中心に脇役・端役として活躍。
黒澤明監督作品の常連で、計10本の作品に出演。ほか、岡本喜八や成瀬巳喜男監督作品にも多く出演し、大映作品でも活躍した。特撮を始め、テレビドラマにも多く出演していた。1993年に公開された黒澤監督映画『まあだだよ』を最後に引退。2009年4月12日都内にて逝去。

## 出演作品

### 映画
- 綴方教室（1938年、東宝） - 丹野のおかみさん
- はたらく一家（1941年、東宝） - 女房ツエ
- 新雪（1942年、大映） - 湯川家 おとくさん（武田サダ名義）
- 野良犬（1949年、映画芸術協会） - 桶屋の女房
- 羅生門（1950年、大映） - 巫女
- 細雪（1950年、新東宝） - 板倉の母
- 暴力の街（1950年、大映） - 三平の母
- 三太物語（1951年、東宝教育） - 校長夫人
- 青い真珠（1951年、東宝） - リウの母
- 安宅家の人々（1952年、大映） - おとく
- 生きる（1952年、東宝） - 陳情の主婦
- 山びこ学校（1952年、八木プロ） - 江一の母
- おかあさん（1952年、新東宝） - 信二郎の母・みの
- 坊っちゃん（1953年、東宝） - うらなりの母
- 夫婦（1953年、東宝） - 菊子の伯母
- 妻（1953年、東宝） - 鬼頭の妻
- あにいもうと（1953年、大映） - とき子婆さん
- 続思春期（1953年、東宝） - 前川さわ子
- 煙突の見える場所（1953年、新東宝）
- どぶ（1954年、近代映画協会） - きぬ子
- 次郎長三国志 第八部 海道一の暴れん坊（1954年、東宝） - やりて婆
- 七人の侍（1954年、東宝） - 百姓の女
- 潮騒（1954年、東宝） - お春婆さん
- 生きものの記録（1955年、東宝） - 工員の家族
- 夫婦善哉（1955年、東宝） - おふさ
- 宮本武蔵 完結篇 決闘巌流島（1956年、東宝） - 村の老婆おせき
- 妻の心（1956年、東宝） - 喜代子の叔母たね
- 東京の人さようなら（1956年、東宝） - なつ
- あらくれ（1957年、東宝） - お島の養母・おとら
- 別れの茶摘歌（1957年、東宝）  - 坂田とめ
- 続々大番 怒涛篇（1957年、東宝） - 伊予常おかみ
- わが胸に虹は消えず（1957年、東宝） - 婆や
- 無法松の一生（1958年、東宝） - 茶店の老婆
- 大怪獣バラン（1958年、東宝） - 母親[3][1]
- 鰯雲（1958年、東宝）- 農家のおばさん
- 結婚のすべて（1958年、東宝） - マリ子の母
- 裸の大将（1958年、東宝） - 農家のおばさん
- ある日わたしは（1959年、東宝） - 下宿の小母さん
- 或る剣豪の生涯（1959年、東宝）
- 海底から来た女（1959年、日活） - 婆や
- 暗黒街の顔役（1959年、東宝） - 伯母
- ふんどし医者（1960年、東宝） - すぎ
- 女が階段を上る時（1960年、東宝） - 関根の妻・みね子
- 用心棒（1961年、東宝） - 百姓の古女房
- 山河あり（1962年、松竹）
- 月給泥棒（1962年、東宝） - 掃除婦のおばさん
- ああ爆弾（1964年、東宝） - 椎野松子
- 赤ひげ（1965年、東宝） - むじな長屋の住人
- 暴れ豪右衛門（1966年、東宝）
- ゴジラ・エビラ・モスラ 南海の大決闘（1966年、東宝） - 老婆[3]（イタコ）[4][1]
- 悪名一代（1967年、大映） - お菊
- 日本海大海戦（1968年、東宝） - 菓子屋[要出典]
- 奇々怪々 俺は誰だ?!（1969年、東宝） - ふさ
- 荒い海 (1969年、真珠舎)  - 篠田克之の母親
- 北ぐにのとも子 (1974年、英映画社)
- 戦国自衛隊（1979年、角川春樹事務所） - 老婆
- 夢（1990年、黒澤プロ） - 村人
- 八月の狂詩曲（1991年、黒澤プロ）
- まあだだよ（1993年、黒澤プロ） - 猫を抱いた老婆

### テレビドラマ
- 東芝土曜劇場（CX）
  - 第16話「姉妹」（1959年）
  - 第50話「再起」（1960年）
  - 第55話「比留女の恋」（1960年）
  - 第73話「墓場はバラ色」（1960年）
  - 第100話「消えたバス」（1961年） - 川上かね
  - 第127話「濃霧」（1961年） - 仙吉の母
- テレビ劇場（NHK） 
  - おのこやも（1960年）
  - 農婦ありて（1961年）
  - 琴爪の箱（1961年）
  - 鳥人幸吉（1963年）
- 侍 第10話「父子鷹」（1961年、CX）
- 文芸劇場（NHK）
  - 第1話「湖の娘」（1961年）
  - 第6話「落ちた烏帽子」（1961年）
- シャープ火曜劇場 第19話「嵐」（1962年、CX） - お霜
- プリンススリラー劇場 / 地下室（1962年、CX）
- 浪曲ドラマ（NHK）
  - 勝海舟（1962年）
  - 板割の浅太郎（1963年）
- 新日本百景（NHK）
  - 第5話「笹葉舟 水郷潮来」（1963年）
  - 第27話「宝の山 会津磐梯」（1963年）
- ダイヤル110番（NTV）
  - 第296話「3200万円の行方」（1963年）
  - 第314話「孤絶の島」（1963年）
- 風雪 / 日々新たなり（1964年、NHK） - 内田夫人
- 乗っていたのは二十七人 第9話「狂犬」（1965年、NET）
- 松本清張シリーズ 第11話「青のある断層」（1965年、KTV）
- 悪魔くん 第22話「呪いの森の魔女」（1967年、NET） - 老婆
- 三匹の侍（CX）
  - 第4シリーズ 第13話「抜け忍非情」（1966年） - みきの母
  - 第5シリーズ 第14話「空っ風野郎」（1968年） - おかん
- 銭形平次（CX）
  - 第72話「五十両うら表」（1967年） - くめ
  - 第476話「殺しの罠」（1975年） - おうめ
- バンパイヤ（1968年 - 1969年、CX） - 妖婆
- 怪奇大作戦 第9話「散歩する首」（1968年、TBS） - 老婆
- 鬼平犯科帳
  - 第1シリーズ（NET / 東宝）第15話「むかしの女」（1970年1月13日）- おもん
  - 第2シリーズ 第16話「掻掘のおけい」(1972年、NET / 東宝) - おなみ
- ありがとう 第1シリーズ 第6話（1970年、TBS） - 比奈子の叔父
- 緊急指令10-4・10-10 第2話「謎の火炎怪人」（1972年、NET） - とき
- シルバー仮面ジャイアント 第14話「白銀の恐怖」（1972年、TBS） - 老婆
- ジャンボーグA 第19話「危うし! 死の水爆ミサイル」（1973年、MBS） - 風間松代
- 水戸黄門 第5部 第7話「盗まれた路用金 -富山-」（1974年、TBS） - おちか
- 太陽にほえろ!（NTV）
  - 第91話「おれは刑事だ!」（1974年） - 老婆
  - 第129話「今日も街に陽が昇る」（1975年） - 「パレス・サンライズ」の老婆
  - 第173話「一発で射殺せよ!」（1975年） - 老婆
  - 第373話「疑わしきは」（1979年） - タバコ屋の老婆
- 江戸を斬るII 第19話「桜吹雪が闇に舞う」（1976年、TBS） - やす
- 伝七捕物帳 第136話「孝心 涙の力石」（1977年、NTV） - おつね
- 達磨大助事件帳 第7話「地獄のわかれ道」（1977年、ANB） - お種
- 遠山の金さん 杉良太郎版 第1シリーズ（NET/東映）
  - 第81話「お京・合掌！」（1977年） - おさく
- 若さま侍捕物帳 第18話「参上悪女狩り」（1978年、ANB） - お杉
- 特捜最前線 第88話「私だけの3億円殺人!」（1978年、ANB）
- 燃えろアタック 第18話「母にとどけ八丈太鼓」・第19話「波と石とバレーボール」（1979年、NET） - 細川とき
- 新・江戸の旋風 第4話「唐丸籠破り」（1980年、CX）
- Gメン'75 第281話「夜歩く魔物の花嫁」（1980年、TBS） - 島田キヨ
- 積木くずし 〜親と子の200日戦争〜（1983年、TBS） - 三枝子の母親